# Takayoshi Yamano
Takayoshi Yamano (jap. 山野 孝義 Yamano Takayoshi; ur. 5 kwietnia 1955) – japoński piłkarz, reprezentant kraju.

## Kariera klubowa
Od 1978 do 1991 roku występował w klubach Yanmar Diesel i Osaka Gas.

## Kariera reprezentacyjna
W reprezentacji Japonii zadebiutował w 1980. W sumie w reprezentacji wystąpił w 2 spotkaniach.

## Statystyki
| Reprezentacja Japonii | Reprezentacja Japonii | Reprezentacja Japonii |
| Rok                   | Mecze                 | Gole                  |
| --------------------- | --------------------- | --------------------- |
| 1980                  | 2                     | 0                     |
| Razem                 | 2                     | 0                     |